# Groeikern

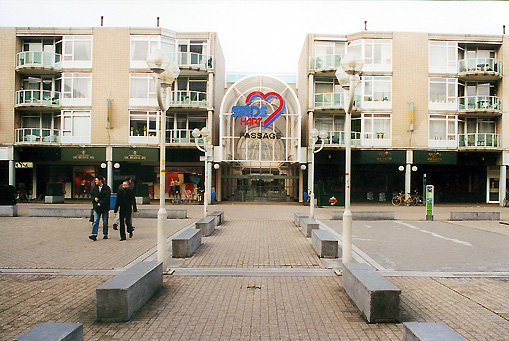
Stadscentrum Zoetermeer

Een groeikern is een stad of andere plaats die als overloop fungeert voor een grotere stad, waar ruimtetekort verondersteld werd. De aanduiding is afkomstig uit de 'Derde Nota Ruimtelijke Ordening', van de Nederlandse overheid, waar een groeikern gedefinieerd wordt als 'een [bevolkings]kern, die een sterke groei moet doormaken, vooral ten behoeve van een nabijgelegen (grotere) stad, indien deze groei exceptioneel groot is in vergelijking met de omvang van de kern zelf'.

## Oorsprong van het beleid
Het Nederlandse groeikernenbeleid in de periode 1960-1985 was een poging om de voortschrijdende suburbanisatie in vooral de Randstad in goede banen te leiden. Steden als Amsterdam, Rotterdam en Den Haag, groeiden in die tijd al samen met (voor)steden zoals Amstelveen, Schiedam en Voorburg. Cityvorming op de schaal van Parijs en Londen wilde de overheid vermijden. Al in het rapport 'De ontwikkeling van het Westen des Lands' uit 1958 werd gesproken over de noodzaak tot een 'overloopbeleid' te komen. Het idee was om de bevolkingsgroei niet alleen op te vangen in de bestaande centrumsteden, maar ook door uitbreidingen van bestaande middelgrote steden (van tussen de 50.000 en de 100.000 inwoners). Het rapport stelt ook voor om intergemeentelijke organen op te zetten voor het realiseren van overloopkernen, maar dat idee is gesneuveld in latere nota's over de ruimtelijke ordening.

## De eerste Nota's Ruimtelijke Ordening, 1960-1972
In de Eerste Nota Ruimtelijke Ordening (1960) en de Tweede Nota Ruimtelijke Ordening (1966) werden de uitgangspunten van het groeikernenbeleid neergelegd. Men wilde de verstedelijking meer geleiden door speciaal daartoe aangewezen bevolkingskernen meer groei toe te staan dan andere. Dit planningsprincipe kreeg de naam 'gebundelde deconcentratie'. Het doel was om wel laagbouw in een groene omgeving te kunnen realiseren (de grootste wens van de bevolking), maar tegelijk te voorkomen dat het landelijk gebied volledig zou verstedelijken. In de Tweede Nota kregen plattelandskernen die geen groeikern werden slechts ruimte voor 1% groei per jaar; deze kernen mochten alleen nieuwe huizen bouwen om de natuurlijke aanwas op te kunnen vangen.
Het oorspronkelijke idee was om het groeikernenbeleid uit te voeren met behulp van de Wet op de Ruimtelijke Ordening, een aanpak die door Faludi en Van der Valk (1990) werd getypeerd als toelatingsplanologie. Grootste probleem van dat beleid was de gebrekkige implementatie, met name op financieel gebied. In het algemeen was het ruimtelijke-ordeningsbeleid te sterk afhankelijk van ontwikkelingen in andere sectoren zoals verkeer, volkshuisvesting en economie. De ongecontroleerde suburbanisatie bleef dan ook doorgaan, en in bijvoorbeeld Noord-Holland was de groei van overloopkernen als Alkmaar, Hoorn en Purmerend niet voldoende om de behoefte aan woningen in dit deel van het land op te vangen.
Vanaf 1972 werd gewerkt aan een nieuw instrumentarium om het groeikernenbeleid tot een succes te maken. De overheid ging zich actiever opstellen via bestuurlijke afspraken, grondbeleid en financiële prikkels. Men sprak daarom van uitvoeringsplanologie. De volgende gemeenten werden uiteindelijk aangewezen als groeikern:
| - Alkmaar - Almere - Amersfoort - Capelle aan den IJssel - Duiven - Etten-Leur - Haarlemmermeer - Heerhugowaard | - Hellevoetsluis - Helmond - Hoorn - Houten - Huizen - Lelystad - Leusden 1969 tot 1980 | - Nieuwegein - Purmerend - Spijkenisse - Westervoort - Zoetermeer |

Overzichtskaart van groeikernen.

De meeste aangewezen gemeenten bestonden uit één plaats. Opvallende uitzondering is de gemeente Haarlemmermeer, waar zowel Hoofddorp als Nieuw Vennep omvangrijke kernen geworden zijn. Van de meeste plaatsen is ook duidelijk van welke stad zij de groei opvangen: Zoetermeer voor Den Haag, Etten-Leur voor Breda, Helmond voor Eindhoven. Alleen de Flevopolder (en Huizen, dat tegenover de polder ligt) is voor de hele Noordvleugel van de Randstad een opvanggebied, al is ook daar de invloed van Amsterdam groter dan die van Utrecht.
De maatregelen voor de uitvoering van het groeikernenbeleid werden geformuleerd in de 'Verstedelijkingsnota' van 1976 (definitieve versie 1978). De groeikernen werden speerpunten in het ruimtelijk ordeningsbeleid. Het aandeel dat de groeikernen hadden in de nieuwbouwproductie groeide van 6,9% in 1972 tot 17,8% in 1982 (Faludi en Van der Valk, 1990, pag. 80). Tot 1990 werden er in de groeikernen bijna 230.000 woningen gebouwd. Naast groeikernen werden in een later stadium ook groeisteden aangewezen: Groningen, Zwolle, Breda en Amersfoort.

## Beleidsommekeer na 1980
Vanaf 1980 werd duidelijk dat de ontwikkeling van groeikernen ook negatieve effecten had. Voor de grote steden betekende het vertrek van de hoge- en middeninkomensgroepen dat stedelijke voorzieningen onder druk kwamen te staan. Ook ging de groeikernbenadering voorbij aan de demografische ontwikkeling in de steden: er waren steeds meer alleenstaanden en bejaarden, en steeds minder gezinnen met kinderen. Ook was de werkgelegenheid in de groeikernen onvoldoende meegegroeid, waardoor omvangrijke pendelstromen naar de centrale steden ontstonden. Zo ontstond er draagvlak voor een meer intensief gebruik van de ruimte in de centrale steden: de compacte stad-gedachte. Men vond het raadzaam de trek naar de groeikernen te beperken. Deze beleidsomkeer vindt men terug in de 'Structuurschets voor de stedelijke gebieden' (1983). Vanaf de 'Vierde Nota Ruimtelijke Ordening' (1988) werd het groeikernenbeleid afgebouwd. De wens tot spreiding werd vervangen door de wens tot contact: een stedelijk netwerksamenleving werd leuker en wervender gevonden dan 'eenzaam in het groen'. Het beleid werd gericht op 'contact'. Stedelijke knooppunten vervingen het groeikernenbeleid.